# Johannes Mronz
Johannes Mronz (* 16. Mai 1930 in Hindenburg; † 26. Oktober 1998 in Köln-Marienburg) war ein deutscher Architekt, der vorwiegend im Raum Köln tätig war.

## Leben

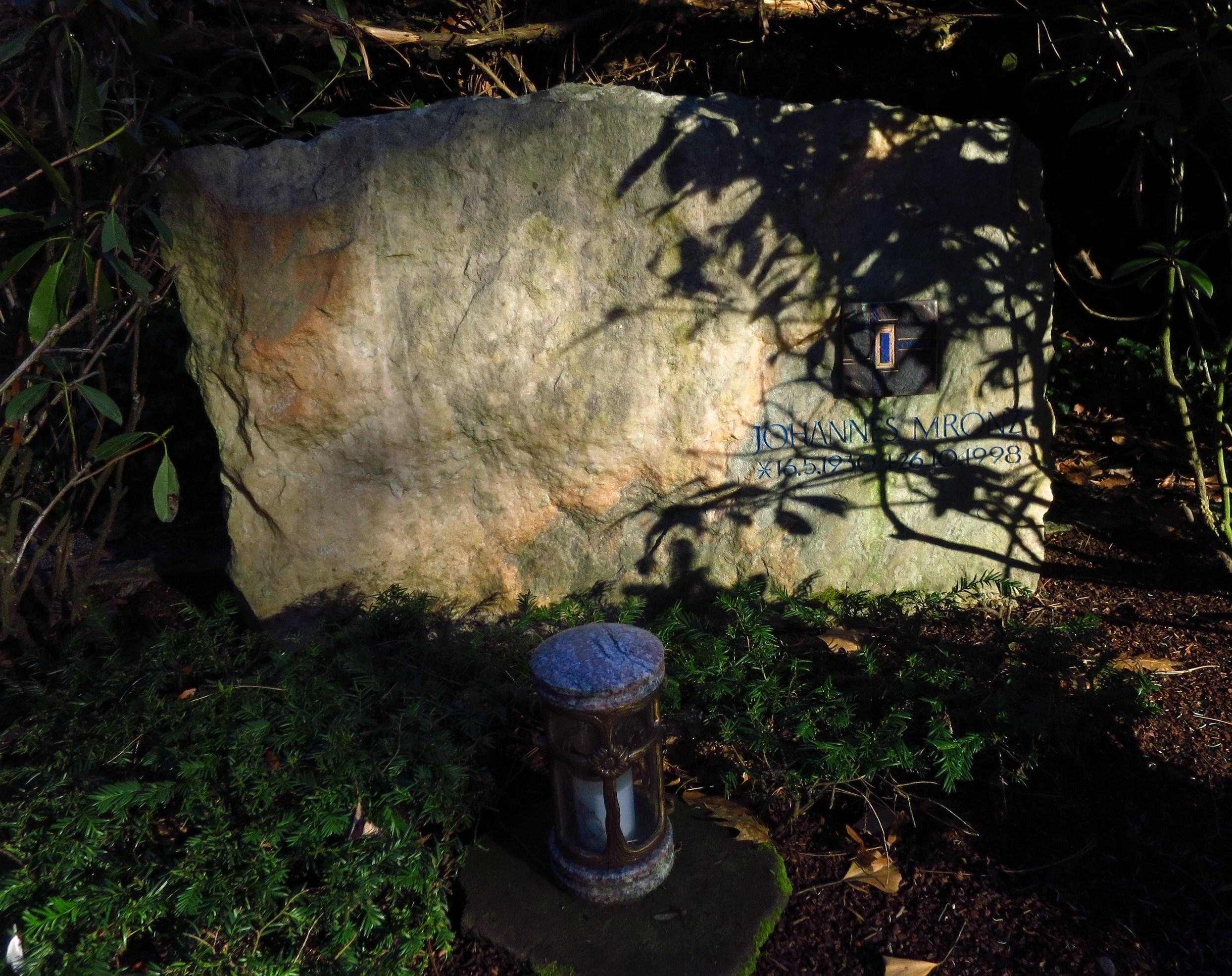
Grab Melaten-Friedhof

Johannes Mronz studierte Architektur am Polytechnikum in Krakau, von dort kam er 1958 nach Köln. Er war verheiratet mit der Galeristin Ute Mronz und wohnte mit seiner Familie in Köln-Junkersdorf. Aus der Ehe stammen die Architektin Nicole Mronz (* 1962), der ehemalige Tennisspieler Alexander Mronz (* 1965) und der Sportmanager Michael Mronz (* 1967).
1963 gründete Mronz in Köln-Müngersdorf sein eigenes Architekturbüro. 1972 wurde Hanspeter Kottmair Partner des Büros, das nun als  Mronz + Kottmair firmierte. 
Mronz starb 1998 im Alter von 68 Jahren und wurde auf dem Kölner Melaten-Friedhof (Flur 12 (G)) beigesetzt.
Nach dem Tod von Mronz übernahm Kottmair, bis Ende September 2001 zusammen mit Juniorpartnerin Nicole Mronz, das Unternehmen mit damals 35 Mitarbeitern und führt es seither unter seinem Namen weiter. Nicole Mronz wurde 2001 Partnerin des neuen Büros Mronz + Schaefer Architekten in Köln-Müngersdorf.

## Bauten (Auswahl)
(Hauptquelle der Angaben: Website des Büros Hanspeter Kottmair)

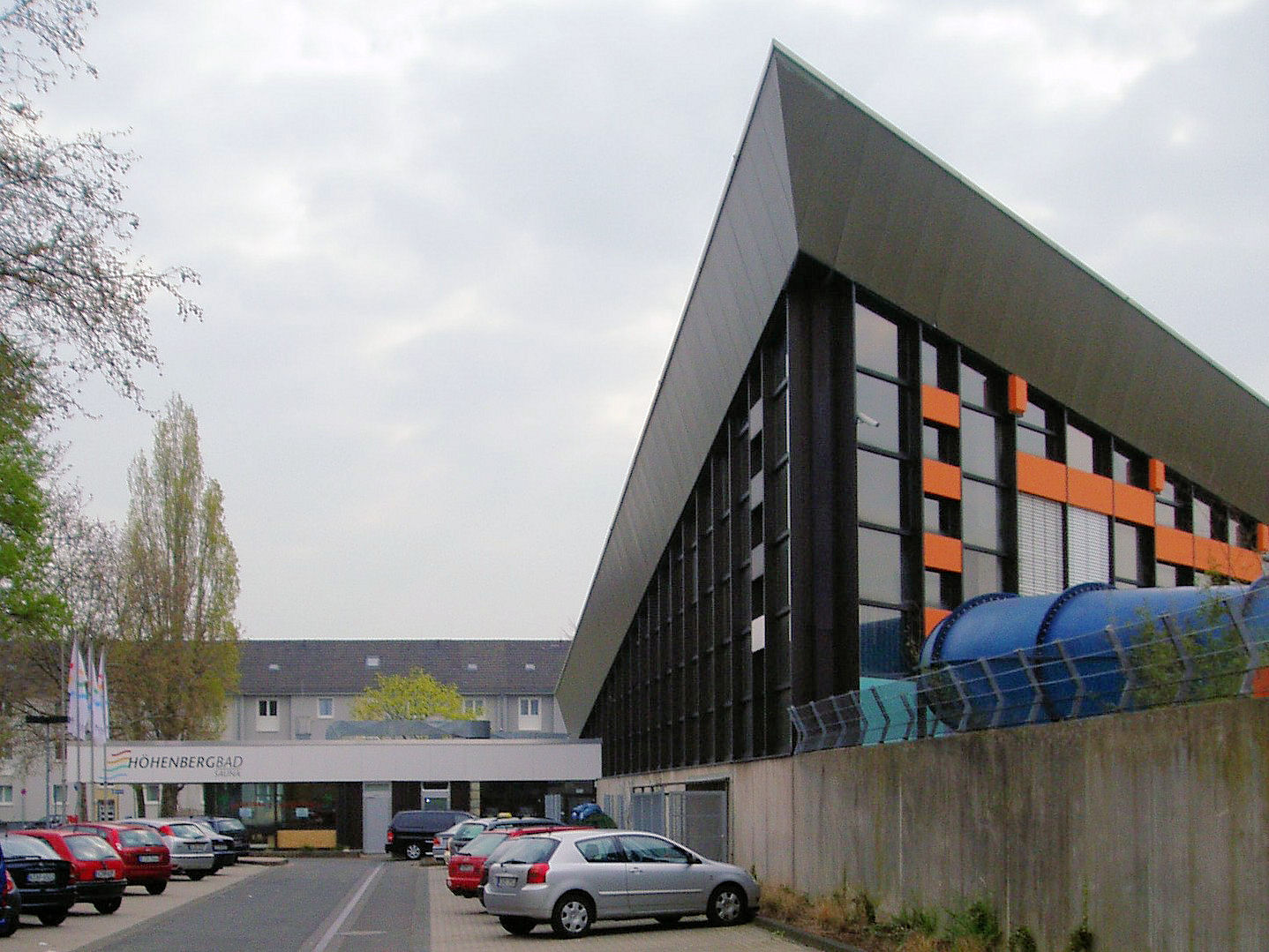
Höhenbergbad

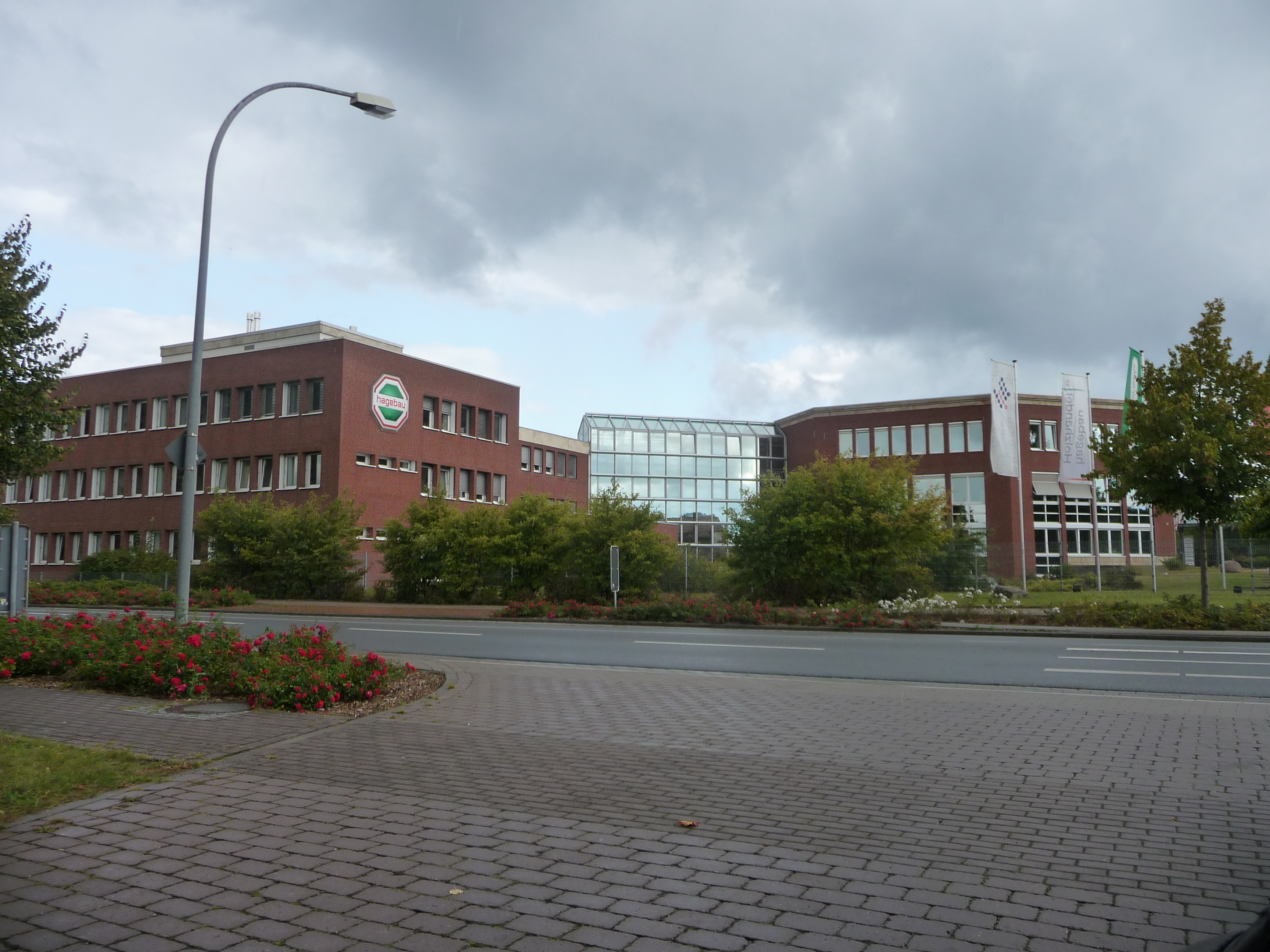
hagebau-Zentrale in Soltau

- 1971: Planung eines Baumarktes nach dem damals in Deutschland noch recht neuen Selbstbedienungskonzept (für das Unternehmen Raab Karcher)
- 1972: Wohnpark in Köln-Weiden (über 800 Wohneinheiten), städtebauliche Planung und Ausführung
- 1975–1979: Höhenbergbad (das erste kombinierte Hallen- und Freibad der Stadt) in Köln-Höhenberg (Wettbewerb, 1. Preis); Technikzentrum der Stadtsparkasse Köln; Berufsbildungswerk in Neuwied bei Koblenz
- 1980: Berufsbildungswerk in Bigge; Modehaus Pohland (Eklöh-Gruppe) in Köln
- 1984: Hauptgebäude der GEZ in Köln (Wettbewerb, 1. Preis)
- 1986: Führungszentrum des Bundesministeriums der Verteidigung auf der Hardthöhe in Bonn (Wettbewerb, 1. Preis); realisiert wurden nach diesem Entwurf das Ministerhaus, das Konferenzzentrum und das Kasino (gemeinsam mit Johannes Peter Hölzinger).
- 1986–1988: Entwicklungsplanung für ein Büro-, Wohn- und Geschäftshaus des ADAC in Köln (Wettbewerb, 1. Preis); Büro- und Geschäftshaus „Café Cremer“ an der Breite Straße 54 für den WDR in Köln (realisiert)
- 1988: RTL-Gebäude in Köln-Junkersdorf (abgerissen)[4]
- 1988–1998: Geschäfts- und Bürohaus der Stadtsparkasse Köln in der Schaafenstraße
- 1991–1992: Neubau der Stationen für Neonatologie der Kliniken der Stadt Köln
- 1992–1993: Neubau des Fernsehproduktionszentrums „Maxima“-Halle der Magic Media Company (MMC) in Hürth
- 1993: Städtebaulicher Wettbewerb Wiener Platz in Dresden, gegenüber dem Hauptbahnhof (Wettbewerb, 1. Platz; das Büro Mronz entwarf sechs aneinander gereihte kubische Häuser; bei der späteren Überarbeitung des Entwurfs durch das Büro Architekten am Körnerweg - Siegbert L. Hatzfeldt, Dresden und wmb Architekten entstand daraus das im Mai 2005 eröffnete Glaskugelhaus).[5]
- 1993–1994: RTL-Fernsehstudios in Hürth; Paunsdorf Center in Leipzig; Theater- und Veranstaltungsraum im Kölner Rheinpark; Verwaltungszentrale der Baustoffhandelskette Hagebau in Soltau
- 1995: Therapiezentrum für Schilddrüsenerkrankungen  (TZS) für Prof. Hünermann in Hürth (erste nuklearmedizinische Privatklinik in Deutschland)[6]
- 1996: Hagebaumarkt in Siegen[7]
- 1997: Hagebaumarkt in Dorsten[8]
- 1997–1998: Büro- und Geschäftshaus „Minoritenhof“ und „Max Mara“ in Köln, Hohe Straße / Ludwigstraße
- 1997–1999: Bürohochhaus der Victoria-Versicherung im Mediapark in Köln-Neustadt-Nord (nachdem die Victoria die Zusammenarbeit mit dem ursprünglichen Planer Joachim Schürmann wegen unterschiedlicher Kostenvorstellungen beendet hatte)
- 1998: Wohn- und Geschäftshaus „Rheingalerie“ in Köln, Clevischer Ring